# Felix Monsén
Felix Monsén (Nacka, 6 novembre 1994) è uno sciatore alpino svedese.

## Biografia
Attivo in gare FIS dal novembre del 2009, Monsén in Coppa Europa ha debuttato il 3 dicembre 2013, partecipando allo slalom gigante di Klövsjö senza qualificarsi per la seconda manche, e ha colto il primo podio il 23 gennaio 2015 a Val-d'Isère in supergigante (2º).
Ha esordito in Coppa del Mondo l'8 marzo 2015 nel supergigante di Lillehammer Kvitfjell, senza completare la prova, e ai Campionati mondiali a Sankt Moritz 2017, dove è stato 16º nella discesa libera e non ha completato il supergigante e la combinata; due anni dopo ai Mondiali di Åre è stato 16º nella discesa libera, 19º nel supergigante e 10º nella combinata, mentre a quelli di Cortina d'Ampezzo 2021 si è classificato 17º nella discesa libera e non ha completato supergigante e combinata. Inattivo dal dicembre del 2021 a causa di un grave infortunio subito in prova sulla Saslong, è tornato alle gare nel novembre del 2023; ai Mondiali di Saalbach-Hinterglemm 2025 si è piazzato 16º nella discesa libera, 20º nel supergigante e 11º nella combinata a squadre.

## Palmarès

### Coppa del Mondo
- Miglior piazzamento in classifica generale: 73º nel 2021

### Coppa Europa
- Miglior piazzamento in classifica generale: 38º nel 2018
- 1 podio:
  - 1 secondo posto

### Nor-Am Cup
- Miglior piazzamento in classifica generale: 37º nel 2017
- 1 podio:
  - 1 terzo posto

### South American Cup
- Miglior piazzamento in classifica generale: 7º nel 2025
- 2 podi:
  - 1 secondo posto
  - 1 terzo posto

### Campionati svedesi
- 14 medaglie:
  - 8 ori (slalom gigante nel 2014; supergigante nel 2015; discesa libera, supergigante nel 2017; discesa libera, supergigante nel 2018; discesa libera, supergigante nel 2025)
  - 2 argenti (supergigante nel 2014; supergigante nel 2021)
  - 4 bronzi (discesa libera, supergigante nel 2013; discesa libera nel 2014; discesa libera nel 2015)